# 구시 에무님
구시 에무님(히브리어: גּוּשׁ אֱמוּנִים, 영어: Gush Emunim)은 요르단강 서안 지구, 가자 지구와 골란고원에 이스라엘 정착촌을 건설하는 이스라엘의 국수주의, 종교적 시온주의, 정통파 유대교 우익 활동주의 운동이다. 욤키푸르 전쟁의 영향으로 1974년에 공식적으로 설립하였으나 1967년 제3차 중동 전쟁 이후부터 토라에 근거한 종교적 이유와 더불어 1967년 이전 국경을 그대로 방위하기 어렵다는 실질적인 이유로 일찍이 촉발되었다. 현재는 더 이상 공식적으로 존재하지 않으나, 이스라엘 정치와 사회에 영향을 남겼다.